# Kota Fujimoto
Kota Fujimoto (藤本 康太, Fujimoto Kota) est un footballeur japonais né le 2 avril 1986. Il évolue au poste de défenseur.